# Sant Sebastià de Puigdelfí
Sant Sebastià de Puigdelfí és un edifici religiós catalogat com a monument del municipi de Perafort (Tarragonès) protegit com a bé cultural d'interès local.

## Descripció
Església amb tres naus. La volta de la central està reforçada amb cinc arcs faixons sobre pilar, que també suporten les arcades que divideixen les naus. Entre aquestes hi ha finestres cegues amb llunetes. Sota les finestres corre una cornisa, amb trencament exterior a cada arc faixó.
El presbiteri és rectangular i està acabat en semicúpula sobre petxines i un semicercle esfèric.
A ambdós costats hi ha portes de les sagristies. A la de la dreta hi ha la data de construcció del temple, 1794.
Les naus laterals, cobertes amb volta de creueria rebaixades i de dimensions reduïdes, serveixen de capelles. A dues de les capelles laterals hi ha pintures de Sebastià Sanabre.
La façana és barroca i té una porta amb llinda sobre quatre graons, una rosassa i un ull de bou purament decoratiu.
A la banda dreta hi ha el campanar, inacabat, de planta quadrangular al primer cos i octogonal irregular a l'inici del segon, que té obertures per a campanes.
El 1919 va ser revestida d'una capa de ciment que imita rajoles.

## Història
El poble de Puigdelfí depenia des d'un començament de la parròquia del Codony. El 1779 tenia capella i fossar propis, construïts segurament després del trasllat de l'església del Codony a l'actual emplaçament de Perafort.
El 1794 es construí l'actual església. De primer, els serveis anaven a càrrec del vicari de Perafort -que depenia aleshores del rector de la Secuita-, d'on era sufragània l'església de Puigdelfí -tret del període comprés entre el 1836 i el 1839, en què Perafort, no tingué vicari i els feligresos havien d'anar als Garidells-.
El 1863, l'alcalde de Perafort, Josep Manent, demanà una plaça de vicari per a Puigdelfí, donat l'augment demogràfic de tot el terme municipal, cosa que fou concedida l'any següent.
Obres artístiques desaparegudes el 1936:
- Retaule d'altar major. Neoclàssic, fet el 1794 i daurat el 1864.[1]
- Retaule del Roser, segurament gòtic i del Codony.[1]
- Retaule dels Dolors[1]
- Retaule de Sant Antoni[1]
- Retaule de Sant Isidre.[1]